# Hayuma Tanaka
Hayuma Tanaka (田中 隼磨, Tanaka Hayuma, Matsumoto, 31 juli 1982) is een Japans voetballer die als verdediger speelt bij Matsumoto Yamaga FC.

## Carrière
Hayuma Tanaka speelde tussen 2000 en 2008 voor Yokohama F. Marinos en Tokyo Verdy. Hij tekende in 2009 bij Nagoya Grampus.

## Japans voetbalelftal
Hayuma Tanaka debuteerde in 2006 in het Japans nationaal elftal en speelde 1 interland.

## Statistieken
| Japans voetbalelftal | Japans voetbalelftal | Japans voetbalelftal |
| Jaar                 | Wed.                 | Dlp.                 |
| -------------------- | -------------------- | -------------------- |
| 2006                 | 1                    | 0                    |
| Totaal               | 1                    | 0                    |